# Aloys Pollender
Franz Anton Aloys Pollender (Barmen, 26 de janeiro de 1799 — Barmen, 16 de agosto de 1879) foi um médico alemão.
A ele é creditado a descoberta da etiologia do carbúnculo.

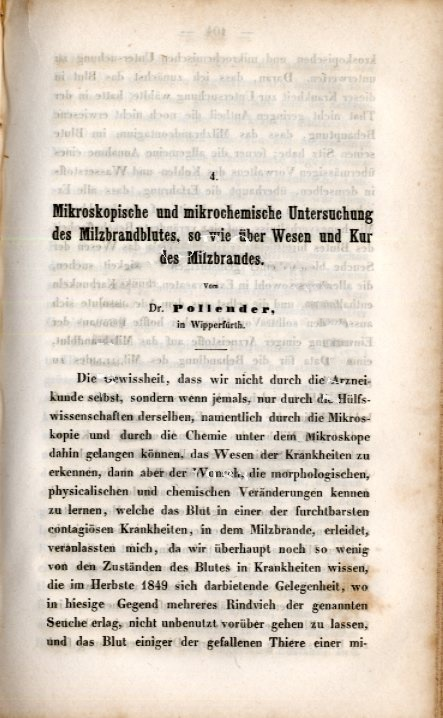
Publicação de Pollender "Wesen und Kur des Milzbrandes" (Natureza e Tratamento do Carbúnculo), 1855